# Tommaso Aversa
Tommaso Aversa (Mistretta, 1623 – Palermo, 3 april 1663) was een Italiaanse toneelschrijver, dichter en Latijns vertaler in het koninkrijk Sicilië, in een tijd dat Sicilië deel uitmaakte van het Spaanse Rijk. Later in zijn leven werd Aversa rooms-katholiek priester.
Zijn werk droeg bij tot het gebruik van het Siciliaans op de bühne. Zijn meest bekend werk is de komedie La Notti di Palermu, in het Italiaans La Notte di Palermo, in het Nederlands De Nacht in Palermo.

## Levensloop
Aversa studeerde literatuur in Palermo. Hij was een leerling van de toneelschrijver Ortensio Scammacca (1562-1648), een bekend literair figuur en jezuïet in Palermo. Aversa werkte voor edellieden in Palermo. Zo was hij onder meer in dienst bij Diego d’Aragona, hertog van Terranova di Sicilia, het latere Gela; Aversa volgde de hertog op ambassades in Madrid, Wenen en Rome bij paus Alexander VII. Aversa behoorde ook tot de hofhouding van de kardinaal-aartsbisschop van Palermo Giovanni Doria.
Aversa geraakte bekend door het schrijven en het laten opvoeren van theaterstukken. Hij was een tijdgenoot van een andere Siciliaanse toneelschrijver Francesco Garsia. Hij was lid van drie literaire verenigingen: de Riaccesi van Palermo, en in Rome de Umoristi en de Anfistili. 
Na het overlijden van zijn vrouw liet Aversa zich tot priester wijden. Aversa werkte verder nog als kapelaan in de kerk van Santa Maria del Fornice in Palermo, waar hij stierf (1663).

## Werken
Aversa’s werk was bekend door zijn eenvoud in stijl. Zijn toneelstukken waren zowel komedies als tragedies-heiligenlevens. Niettegenstaande hij voor edellieden werkte, wilde hij in beide genres een breed publiek bereiken.
In 1638 publiceerde Aversa zijn meest gekend theaterstuk: La Notti di Palermu, een komedie in het Siciliaans dialect. In de proloog noemt hij dit werk een ‘farce’ of klucht. Hij liet er een bekend personage uit Sicilië opvoeren: de slaaf Tiberio. Dit figuur kwam voor in Siciliaanse theaterstukken sinds de 16e eeuw. Door het gebruik van het Siciliaans en door de komische misverstanden in het plot ging Aversa regelrecht in tegen de heersende Spaanse stijl van complex verlopende theaterstukken. In latere versies laste Aversa intermezzo’s in met dans en muziek, wat het nog volkser maakte. Andere komedies hadden weinig tot geen succes: Gli Avventurosi Intrichi (1637), Il Giorni di Messina (1644) en Il Padre Pietoso (1656).
Qua heiligentragedies zijn te vermelden: Il Pellegrino ovvero La Sphinge debellata (1641), Selim costante, Il Sebastiano (1645) en Il Bartolomeo (1645). Deze heiligenlevens waren in de stijl van zijn leermeester de jezuïet Scammacca. Al deze religieuze werken waren in het Italiaans geschreven.
Gedichten van zijn hand waren:
- L’Alipio overo La Colomba fra le Palme (1657), gepubliceerd in Rome
- L’Eclissi (Palermo, 1648) dat een elegie is voor de overleden keizerin Maria Anna van Oostenrijk
- Il Balletto waarin hij keizer Ferdinand III van Oostenrijk bedankte voor een gouden ketting die hij ontving
- La Medicina, een epithalamium
- Canzoni siciliane
- Piramo e Tisbe.

Aversa vertaalde de Aeneis van Vergilius van het Latijn naar het Siciliaans. Als ritme gebruikte hij Siciliaanse octaven. De vertaling werd in delen gepubliceerd in Palermo in de jaren 1654-1660. 
Tevens schreef hij enkele korte essays die een moraliserende inhoud hadden, bijvoorbeeld La Corte nella selva.